# Stazione di Rimini
Stazione di Rimini vasútállomás Olaszországban, Rimini településen.

## Vasútvonalak
Az állomást az alábbi vasútvonalak érintik:
- Bologna–Ancona-vasútvonal
- Ferrara–Rimini-vasútvonal

## Kapcsolódó állomások
A vasútállomáshoz az alábbi állomások vannak a legközelebb:
- Stazione di RiminiFiera (Stazione di Bologna Centrale, Bologna–Ancona-vasútvonal)
- Stazione di Rimini Miramare (Stazione di Ancona, Bologna–Ancona-vasútvonal)
- Stazione di Rimini Viserba (Stazione di Ferrara, Ferrara–Rimini-vasútvonal)